# Precious (Ours-album)
Precious är ett musikalbum av Ours, utgivet 5 november 2002.

## Låtlista
All text och musik är skriven av Jimmy Gnecco förutom låt 6 och 7. 6 är skriven av Dave Milone, och 7 är skriven av Lou Reed. 
1. "Kill the Band" - 4:02
2. "Realize" - 3:37
3. "Leaves" - 3:44
4. "Places" - 4:06
5. "Outside" - 1:13
6. "In a Minute" - 2:19
7. "Femme Fatale" (The Velvet Underground Cover) - 3:16
8. "Broken" - 6:55
9. "Chapter 2" (Money) - 4:54
10. "If Flowers Turn" - 2:57
11. "Disaster in a Halo" - 3:32
12. "Red Colored Stars" - 4:11